# Pavillon de l'Horloge du Louvre
Cet article concerne le Pavillon de l'Horloge du palais du Louvre. Pour celui du palais des Tuileries, voir Pavillon de l'Horloge des Tuileries.
Le pavillon de l'Horloge est une œuvre de l'architecte Jacques Lemercier commencée sous le règne de Louis XIII en 1624 et achevée sous le règne de Louis XIV en 1654.
Son dernier étage décoré de cariatides domine le côté ouest de cour carrée du palais du Louvre. Son nom a été donné au parcours d'introduction au Louvre qu'il abrite,  ouvert en juillet 2016.
Le bâtiment du siège central du Crédit lyonnais est inspiré du pavillon de l'horloge.